# Giacomo Fregoso
Giacomo Fregoso (Genova, 1340 – Genova, 1420) fu il 12º doge della Repubblica di Genova.

## Biografia

### Primi anni

Stemma nobiliare dei Fregoso

Nato a Genova nel 1340, figlio di Limbania Cocherello e Domenico Fregoso (quest'ultimo auto nominatosi nel 1384 sesto doge della repubblica), viene ricordato dagli storici come un ragazzo mite e molto studioso tanto da diventare, già in età adolescenziale, un affermato letterato e filosofo della sua epoca. Dopo aver conseguito la laurea in giurisprudenza divenne a far parte della società commerciale per gli affari ed imprese marittime nel mediterraneo orientale, società costituita nel 1362 sotto il patronato dei governanti e avente come denominazione Maona di Scio; secondo alcuni studi proprio a Giacomo, all'epoca poco più che ventenne, si deve tale nome che diventerà in futuro una delle società fulcro dell'economia di Genova.
Dopo i primi successi nel campo commerciale seguirono quelli nell'ambito militare che lo videro, nel 1373, combattere per la repubblica nella guerra per la conquista di Cipro. Rientrato successivamente a Genova venne nominato dal padre Domenico - doge della repubblica dal 1370 - capitano della Riviera di Ponente. A causa della caduta di potere del padre nel 1378, fu a sua volta coinvolto assieme ai membri della famiglia Fregoso ad un esilio forzato dalla terra natia per volere dei due successivi dogi Antoniotto Adorno e Nicolò Guarco. Solamente Giacomo poté fare ritorno a Genova nel 1383 grazie ad una amnistia concessa dal nuovo doge Leonardo Montaldo.
Dopo il suo ritorno in patria riuscì ad inserirsi come consigliere anziano della repubblica - carica che gli venne conferita varie volte - e lo stesso doge Antoniotto Adorno (che decretò l'esilio della sua famiglia) lo incaricò di preparare le accoglienze e l'alloggio in vista della visita del pontefice Urbano VI a Genova; quest'ultimo soggiornò alla commenda di San Giovanni di Pré.
Fu inoltre incaricato di gestire i rapporti diplomatici tra la Repubblica di Genova ed Amedeo VII di Savoia - detto il "Conte Rosso" - e quest'ultima mansione gli permise di distinguersi tra le varie personalità nobiliari genovesi. Tale attività non intaccò con i suoi interessi economici privati all'interno della Società Economica Maona di Scio.

### Il dogato
Nel 1390 Genova e la sua repubblica furono coinvolte in un'ampia crisi di governo che assunse dimensioni maggiori quando il doge in carica, Antoniotto Adorno, scappò dal capoluogo ligure per rifugiarsi a Savona. La popolazione genovese, allo sbando e già alle armi, si riunì per eleggere nuovamente la massima carica della repubblica e proprio Giacomo Fregoso, il 3 agosto dello stesso anno, fu nominato dodicesimo doge di Genova. Egli fu scelto dalla popolazione principalmente per la sua confermata abilità nel gestire il commercio e per la sua equilibratura politica che, secondo gli abitanti, avrebbe garantito finalmente un governo di pace.
La scelta della popolazione fu per certi punti di vista giusta e confermata anche da diversi storici dell'epoca o di epoche successive, come ad esempio Agostino Giustiniani che descrisse il doge Giacomo Fregoso come un
Il Fregoso fu fermo nelle sue convinzioni pacifiche anche quando Antoniotto Adorno nel 1391, di ritorno da Savona, radunò nella zona di Sestri Ponente circa ottocento uomini per riprendere il potere su Genova e la sua repubblica. Nonostante le garanzie di aiuto e appoggio contro l'Adorno, egli non solo preferì non intraprendere nessuna azione bellica contro l'esercito popolare dell'ex doge, ma optò per un suo silente e solitario ritiro nel suo studio del palazzo Ducale.
Senza nessuna resistenza Antoniotto rientrò a Genova e il 6 aprile del 1391: fu nominato o si autonominò per la terza volta tredicesimo doge della Repubblica di Genova. Le cronache degli storici raccontano che Giacomo Fregoso, ormai deposto quasi per sua spontanea volontà, fu invitato dallo stesso Antoniotto ad un lauto banchetto offerto in suo onore. I rapporti tra i due governanti della repubblica furono per un primo tempo "amichevoli", ma una sommossa compiuta a Savona compromise nuovamente il rapporto tra le due famiglie tanto che il Fregoso fu confinato nel castello di Lerici, già prigione dell'ex doge Nicolò Guarco, fino al 1396.

### Gli ultimi anni
Ritornò a Genova nel 1398 dove venne eletto consigliere anziano della repubblica e nominato ambasciatore per essa a Firenze e Pisa. Poco tempo dopo la nuova dominazione francese nei territori della repubblica partecipò, su ordine del maresciallo Jean Le Meingre, ai funerali del duca di Milano Gian Galeazzo Visconti; proprio nel Ducato di Milano divenne ambasciatore della repubblica e in seguito a Roma e poi a Venezia.
Nel 1411, all'età di 71 anni, ricevette l'incarico di provvedere alla riorganizzazione della flotta marina da guerra, impegnata contro le sempre più numerose invasioni e scorrerie dei pirati saraceni nelle terre del dogato.
Non si conosce con esattezza la reale data della morte di Giacomo Fregoso: gli storici identificano la probabile data intorno al 1420. La salma venne tumulata nella tomba di famiglia edificata dal padre nel sepolcreto di Santa Marta, ma ad oggi di tale monumento funebre non ne rimane alcuna traccia.